# Manfred Schuster (Eishockeyspieler)
Manfred Schuster (* 14. Februar 1958 in Kaufbeuren) ist ein ehemaliger deutscher Eishockeyspieler und der Bruder von Gerhard Schuster.

## Karriere
Manfred Schuster kommt aus dem Nachwuchs des ESV Kaufbeuren, wo er bis 1990 spielte und zusammen mit Dieter Medicus als Verteidigerpaar die sogenannte „Kaufbeurer Stadtmauer“ bildete. Danach wechselte er zum Kölner EC und zum EC Hedos München, bevor er 1993 zum Heilbronner EC wechselte und dort nach der Saison 1994/95 in der 1. Liga Süd seine Karriere beendete.
International nahm er im Nachwuchs an der U20-Weltmeisterschaft 1977 und 1978 und im Seniorenbereich an den Olympischen Winterspielen 1988 und an den Eishockey-Weltmeisterschaften 1985, 1986 und 1987 teil.
Heute spielt Manfred Schuster beim Seniorenteam des ESV Kaufbeuren und nahm an Benefizspielen des Sternstundenteams teil.
2005 nahm er mit dem Team „German Selects“ am 2. Lothar-Kremershof-Cup in Krefeld und 2014 an der Senioren-Eishockey-Weltmeisterschaft teil.